# Campeonato Nacional Juvenil de Fútbol de Salón
El Campeonato Nacional Juvenil de Fútbol de Salón es el máximo evento de selecciones regionales en categoría sub-19 de futsal del Paraguay. Es organizado por la Federación Paraguaya de Fútbol de Salón (FPFS).

## Historia
Las primeras dos ediciones se llevaron a cabo a finales de los 60s e inicios de los 70s, tuvieron que pasar 15 años para que la tercera edición se realice. A partir de la tercera edición (1987), hasta la actualidad, el torneo se llevó a cabo todos los años, a excepción del año 1990.

## Lista de Campeones
| Edición | Temporada | Sede                 | Campeón        |
| ------- | --------- | -------------------- | -------------- |
| I       | 1968      | Asunción             | Amambay        |
| II      | 1972      | Areguá               | Areguá         |
| III     | 1987      | Benjamín Aceval      | Lambaré        |
| IV      | 1988      | Ypacaraí             | Amambay        |
| V       | 1989      | Pedro Juan Caballero | Amambay        |
| VI      | 1991      | Ypacaraí             | Amambay        |
| VII     | 1992      | Concepción           | Caaguazú       |
| VIII    | 1993      | Encarnación          | Encarnación    |
| IX      | 1994      | Ciudad del Este      | Paranaense     |
| X       | 1995      | Fernando de la Mora  | Coronel Oviedo |
| XI      | 1996      | Coronel Oviedo       | Amambay        |
| XII     | 1997      | Pedro Juan Caballero | Amambay        |
| XIII    | 1998      | San Pedro            | Capitán Bado   |
| XIV     | 1999      | Ayolas               | Amambay        |
| XV      | 2000      | Villa Hayes          | Amambay        |
| XVI     | 2001      | Ayolas               | Villa Hayes    |
| XVII    | 2002      | Caaguazú             | Villarrica     |
| XVIII   | 2003      | Presidente Franco    | Villa Hayes    |
| XIX     | 2004      | Ayolas               | Ayolas         |
| XX      | 2005      | San Juan Bautista    | Capitán Bado   |
| XXI     | 2006      | Coronel Oviedo       | Encarnación    |
| XXII    | 2007      | Villa Hayes          | Coronel Oviedo |
| XXIII   | 2008      | San Pedro            | San Pedro      |
| XXIV    | 2009      | Itauguá              | Amambay        |
| XXV     | 2010      | Caacupé              | Paranaense     |
| XXVI    | 2011      | Mallorquín           | Coronel Oviedo |
| XXVII   | 2012      | Pedro Juan Caballero | Amambay        |
| XXVIII  | 2013      | Concepción           | Concepción     |
| XXIX    | 2014      | TBA                  | TBA            |

## Palmarés
| Selección      | Títulos | Torneos logrados                                             |
| -------------- | ------- | ------------------------------------------------------------ |
| Amambay        | 10      | (1968, 1988, 1989, 1991, 1996, 1997, 1999, 2000, 2009, 2012) |
| Coronel Oviedo | 3       | (1995, 2007, 2011)                                           |
| Paranaense     | 2       | (1994, 2010)                                                 |
| Encarnación    | 2       | (1993, 2006)                                                 |
| Capitán Bado   | 2       | (1998, 2005)                                                 |
| Villa Hayes    | 2       | (2001, 2003)                                                 |
| Concepción     | 1       | (2013)                                                       |
| San Pedro      | 1       | (2008)                                                       |
| Ayolas         | 1       | (2004)                                                       |
| Villarrica     | 1       | (2002)                                                       |
| Caaguazú       | 1       | (1992)                                                       |
| Lambaré        | 1       | (1987)                                                       |
| Areguá         | 1       | (1972)                                                       |